# 이상용 (1986년)
이상용(1986년 1월 9일 ~ )은 대한민국의 전직 축구 선수이다. 현역 시절 포지션은 수비수였다. 17세,청소년대표 주장으로 AFC 우승 핀란드월드컵 진출등, 청소년대표시절 많은 관심 받았지만 프로직행이 아닌 대학진학 선택으로 연세대학교에 입학 이후 올해의 대학선수상 수상, 드래프트 1순위로 전남드래곤즈 입단 선수 은퇴 후 모교 풍생고(성남FCU18) 수석코치로 지도자를 시작했다. 박태준, 김지수 등 제자들을 지도하기도 했다.